# Konipasovití
Konipasovití (Motacillidae) je čeleď malých zpěvných ptáků, s charakteristicky prodlouženým ocasem. V současné době je rozlišováno 65 druhů konipasů, lindušek a linduškovců v 6 rodech.

## Druhy zjištěné na území Česka
- Rod Motacilla, konipas
  - M. alba, konipas bílý
  - M. flava, konipas luční
  - M. cinerea, konipas horský
  - M. citreola, konipas citronový
- Rod Anthus, linduška
  - A. trivilais, linduška lesní
  - A. pratensis, linduška luční
  - A. spinoletta, linduška horská
  - A. campestris, linduška úhorní
  - A. cervinus, linduška rudokrká
  - A. richardi, linduška velká
  - A. petrosus, linduška skalní